# Trichostomum obscurum
Trichostomum obscurum là một loài Rêu trong họ Pottiaceae. Loài này được (Kaulf.) De Not. miêu tả khoa học đầu tiên năm 1838.